# The Bold Caballero
Pour plus de détails, voir Fiche technique et Distribution.
The Bold Caballero est un film d'aventure de 1936 écrit et réalisé par Wells Root. Il est basé sur le personnage de Zorro, créé par Johnston McCulley. Les personnages de Don Alejandro Vega (père de Don Diego) et Bernardo sont absents. Le film est connu pour être le premier « film parlant de Zorro », car les deux premiers étaient des films muets, et le premier à être en couleur. Le film est sorti le 1er décembre 1936 par Republic Pictures,.

## Synopsis
Le commandant Sebastian règne sur la Californie espagnole d'une main de fer. Zorro tente de s'y opposer mais il se retrouve accusé du meurtre du nouveau gouverneur. La fille de celui-ci, Lady Isabella est nommée gouverneur et jure de venger la mort de son père en capturant le bandit Zorro...

## Fiche technique
- Titre original : The Bold Caballero
- Titre anglais alternatif : The Bold Cavalier[4]
- Titre français : Le Bouillant cavalier[5]
- Titre français alternatif : Le Cavalier de la nuit[6]
- Réalisation : Wells Root
- Scénario : Wells Root d'après le roman Le Fléau de Capistrano de Johnston McCulley
- Costumes : Eloise[7]
- Photographie : Jack A. Marta, Alvin Wyckoff
- Son : Harry Jones
- Montage : Lester Orlebeck
- Musique : Karl Hajos
- Production : Nat Levine
- Producteur associé : Albert E. Levoy
- Société(s) de production : Republic Pictures
- Société(s) de distribution : Minerva Films (Belgique), Les Films Minerva (France), Monopole (Suisse)
- Musique : Karl Hajos
- Conseiller technique : William Emile[8]
- Maître d'escrime : William Emile[8]
- Pays d'origine : États-Unis
- Langue originale : anglais
- Format : couleur (Magnacolor) - 1,37:1 - Mono - 35 mm
- Genre : western
- Durée : 67 minutes (8 bobines)
- Date de sortie :
  - États-Unis : 1er décembre 1936
  - France : 26 janvier 1938[6]

## Distribution
- Robert Livingston : Don Diego Vega / Zorro
- Heather Angel : Lady Isabella Palma
- Sig Ruman : commandant Sebastian Golle
- Ian Wolfe : le prêtre
- Robert Warwick : le gouverneur Palma
- Emily Fitzroy : le chaperon de Lady Isabella
- Charles Stevens : capitaine Vargas
- Walter Long : un garde
- Ferdinand Munier : le propriétaire
- Chris-Pin Martin : bourreau
- Carlos De Valdez : l'alcalde
- Soledad Jiménez : femme indienne
- Chef John Big Tree : un indien à la taverne (non crédité)
- Chris Willow Bird : un indien
- Andres Blando : torero
- Yakima Canutt : le paysan assassiné et un soldat
- Louise Carter : une indienne
- Iron Eyes Cody : un indien
- Joe Dominguez : un garde
- William Emile : duelliste
- Al Haskell : un soldat
- I. Stanford Jolley : un soldat
- Jack Kirk : un soldat
- Juan Medina : torero
- John Merton : sergent no 1
- Henry Morris : un soldat
- Artie Ortego : un indien
- Pascale Perry : un soldat
- George Plues : un soldat
- Vinegar Roan : un soldat
- Jack Roberts : sergent no 2
- Gurdial Singh : un indien
- Chef Thundercloud : l'aide de Zorro
- Slim Whitaker : un soldat

### Cascadeurs
- Yakima Canutt
- Artie Ortego
- George Plues
- Nellie Walker
- Joe Yrigoyen

## Production

### Scénario
Le scénario a été écrit par Wells Root d'après un précédent scénario intitulé The Return of Zorro.
Son scénario sera repris à plusieurs reprises. Une première fois en 1937 pour le film The Kansas Terrors de George Sherman. Et à nouveau en 1941 pour le film The Phantom Cowboy de George Sherman. Voulant profiter du succès du Signe de Zorro avec Tyrone Power, Republic Pictures recycle l'histoire de The Bold Caballero pour sortir ce western de série B.

### Casting
Robert Livingston joue ici le rôle principal de Diego Vega/Zorro. Cette même année, il est également à l'affiche du serial Zorro l'Indomptable (The Vigilantes Are Coming) jouant également le rôle de Zorro (Don Loring). Il jouera un autre justicier masqué deux ans plus tard : le Lone Ranger dans The Lone Ranger Rides Again.
Parmi les vedettes amérindiennes, on retrouve le chef Thundercloud, assistant de Don Diego Vega / Zorro et Charles Stevens dans le rôle du Capitaine Vargas. John Merton apparaît non crédité dans ce film en tant que premier sergent. Merton apparaît également dans Zorro et ses légionnaires dans le rôle de Manuel et dans Zorro le vengeur masqué dans le rôle de Harris.

### Tournage
La production du film a démarré en septembre 1936. Il a été tourné au Ranch Iverson à Chatsworth, Los Angeles sous les titres The Beloved Rogue et The Mask of Zorro.

### Musique
Parmi les musiques et chansons du film se trouve une reprise de La Paloma de Sebastián Iradier.

## Accueil

### Sortie
Le film sort le 1er décembre 1936. Il est non seulement le premier film de Zorro à être tourné en couleurs mais également le premier film couleur de Republic Pictures. Une version en noir et blanc existe aussi.